# La Taxqueña
La Taxqueña är en ort i Mexiko.   Den ligger i kommunen Gómez Farías och delstaten Tamaulipas, i den centrala delen av landet, 400 km norr om huvudstaden Mexico City. La Taxqueña ligger 76 meter över havet och antalet invånare är 177.
Terrängen runt La Taxqueña är platt åt sydost, men åt nordväst är den kuperad. Runt La Taxqueña är det ganska glesbefolkat, med 22 invånare per kvadratkilometer. Närmaste större samhälle är Xicoténcatl, 17,9 km nordost om La Taxqueña. Omgivningarna runt La Taxqueña är en mosaik av jordbruksmark och naturlig växtlighet.